# Carlsbad (Kalifornia)

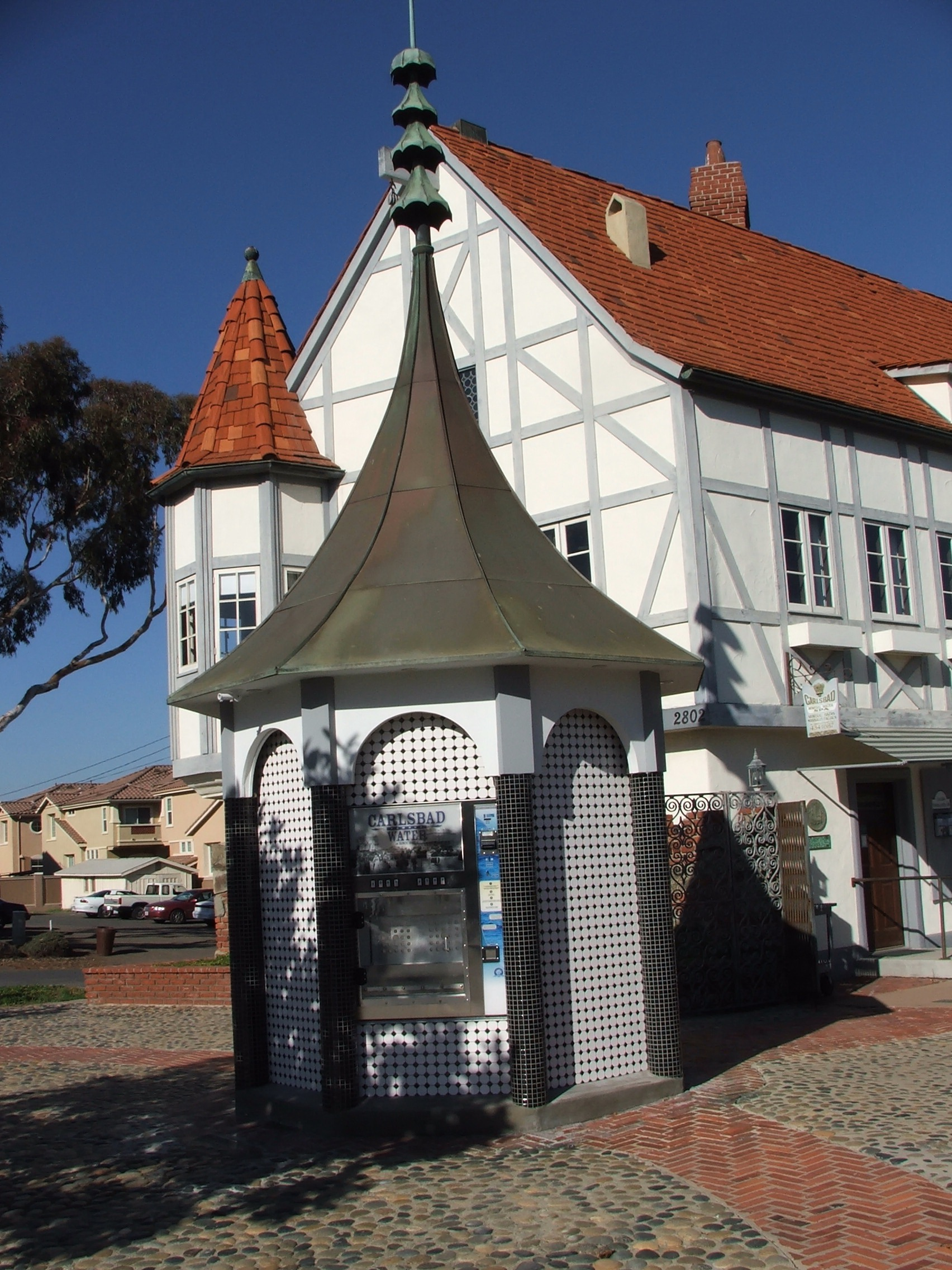
Carlsbad's southwest quadrant

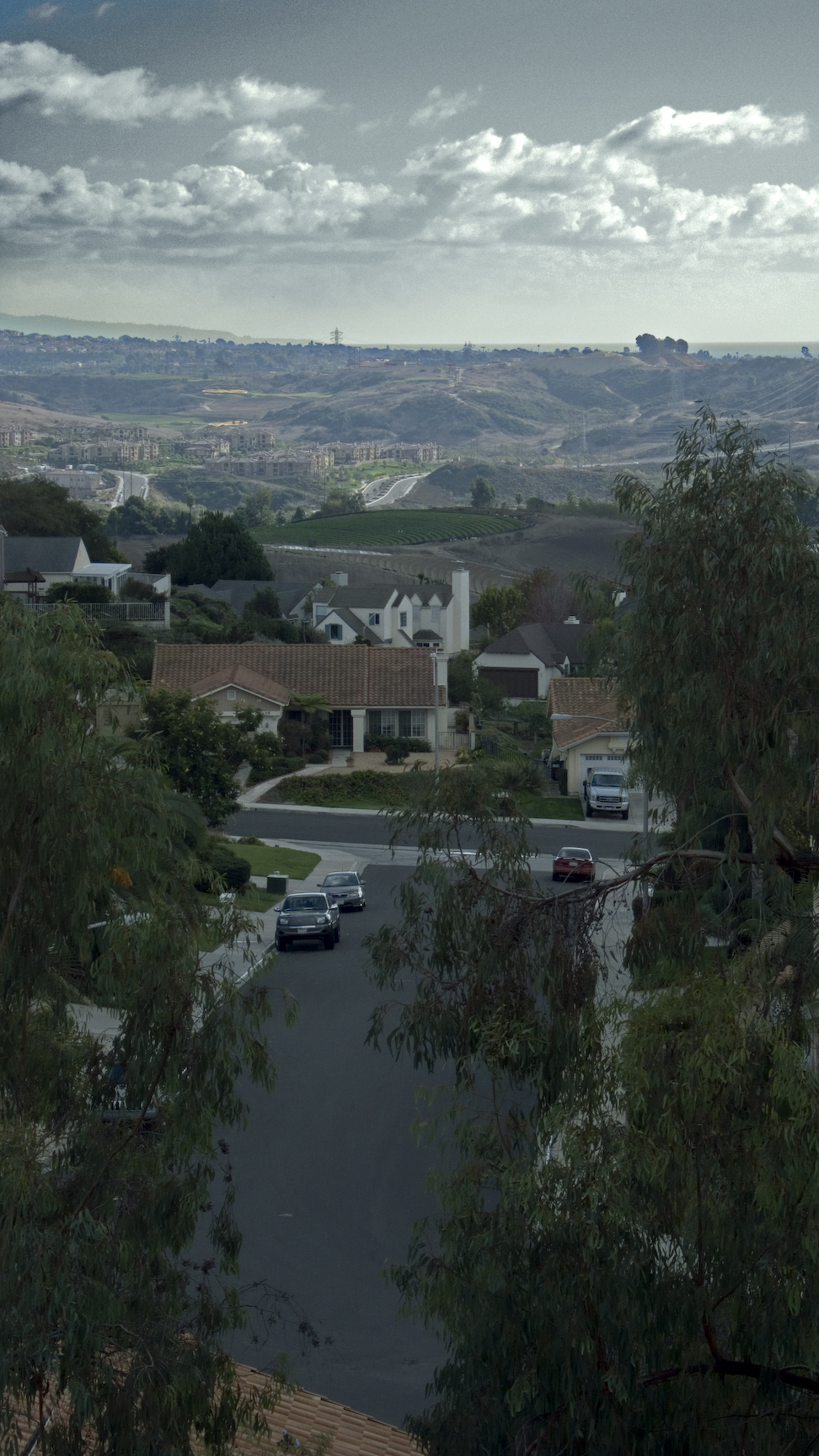
Carlsbad's southwest quadrant

Carlsbad – miasto w Stanach Zjednoczonych, w stanie Kalifornia, w hrabstwie San Diego nad Oceanem Spokojnym. Miasteczko znane jest z turystyki, przemysłu high-tech, centrów handlowych i ochrony przyrody. Odbywają się tu turnieje tenisowe WTA.
Miasto zaczęło się rozwijać w XIX w. jako zdrój, gdy odkryto tu wody mineralne składem chemicznym przypominające te z Karlowych Warów w zachodnich Czechach. W 1976 roku powstał tu pierwszy na świecie skatepark.

## Miasta partnerskie
- Futtsu, Japonia
- Karlowe Wary, Czechy